# NGC 5087
NGC 5087 ist eine 11,4 mag helle Linsenförmige Galaxie mit aktivem Galaxienkern vom Hubble-Typ S0  im Sternbild  Jungfrau auf der Ekliptik. Sie ist schätzungsweise 78 Millionen Lichtjahre von der Milchstraße entfernt und hat einen Durchmesser von etwa 60.000 Lichtjahren. Gemeinsam mit vier anderen Galaxien bildet sie die kleine Galaxiengruppe LGG 345.

Im selben Himmelsareal befindet sich u. a. die Galaxie NGC 5068.
Das Objekt wurde am 8. April 1788 von Wilhelm Herschel mit einem 18,7-Zoll-Spiegelteleskop entdeckt, der sie dabei mit „cF., vS., iF.“ (Herschels Abkürzungen für „considerably faint, very small, of an irregular figure“) beschrieb.